# Lista över litterära genrer
Detta är en lista över litterära genrer. Skönlitteraturen delas normalt in i tre huvudgenrer, nämligen epik, lyrik och dramatik.

## Epik
Epik, ibland även tvivelaktigt kallat prosa, är den berättande genren. Hit räknas berättande, fiktiva texter men även icke-fiktiva berättande texter med en episk framställning kan räknas hit. Inom science fiction har genom de årliga Hugo- och Nebulaprisen etablerats en norm för att på engelska benämna ett alster utifrån dess längd. På svenska har de fyra kategorierna översatts till roman, kortroman, långnovell respektive novell.

### Romanen
är idag den absolut vanligaste genren.
- Bildningsroman
Künstlerroman
Universitetsroman
- Brevroman
- Dagboksroman
- Pikareskroman
- Äventyrsroman
- Kriminalroman
- Thriller
- Historisk roman

### Kortprosa
- Fabel
- Berättelse (Historia)
Historiett
- Krönika
- Legend
- Miniatyr
- Myt
- Novell
Novellett
- Parabel
- Saga
Folksaga
Konstsaga
- Skiss

## Lyrik

### Bunden vers
I det här fallet är det viktigt att göra skillnad på begreppen genre och versmått. Vad som här listas är lyrikgenrer; en ram för en hel dikts utformning. Ett versmått, å andra sidan, är egentligen endast en ram för en vers utformning, det vill säga endast versraden.
- Alexandrin
- Canzon
- Distikon
- Elegi
- Haiku
- Sapfisk strof
- Sonett

## Dramatik
Aristoteles författade på 350-talet f.Kr. sin poetik Om diktkonsten som kan sägas ligga till grund för mycket av det västerländska litteraturtänkandet. I hans tid var dramat den övervägande litteraturformen och han delade in det i två genrer: komedien och tragedien. Modernt drama är dock ofta svårt att inplacera i något av dessa fack och måste få hamna under en egen överrubrik.

### Komedi
- Lustspel
- Satyrspel

### Moderna genrer
- Musikal
- Operett